# Kemisk passivering
Kemisk passivering, även kemisk passivisering, handlar om att se till att ett material påverkas mindre av miljöfaktorer såsom luft och vatten. Exempelvis kan man oxidera ytan för att undvika korrosion och missfärgningar. Passivering är ofta associerat med metaller och används för att skydda dem från korrosion. Vid passivering skapas ett tunt ytskikt på ämnet. Detta ytskikt skyddar mot kontakt med yttre korrosionsframkallande ämnen. Korrosion hos en aktiv metall sker när den reagerar med omgivningen för att bli mer kemiskt stabil. Passivering kan ske naturligt, men kan också aktivt åstadkommas med olika metoder. Passivering behöver inte nödvändigtvis ske genom en kemisk reaktion, utan kan ske genom exempelvis målning eller inoljning av ett ämne, då även detta skapar ett skyddande lager på materialet.  

## Historia
Christian Friedrich Schönbein upptäckte på 1800-talet att järn blir mindre kemiskt reaktivt om man doppade det i koncentrerad salpetersyra. Detta tillstånd kallade han passivt tillstånd. 
På 1900-talet blev det vanligt att använda salpetersyra för att passivera rostfritt stål, men när miljö- och säkerhetsproblem kopplat till det uppmärksammades började man söka efter andra alternativ. Citronsyra visade sig vara ett lämpligt alternativ. Därför började tillverkare på 1990-talet använda citronsyra som en säkrare och mer miljövänlig metod för passivering.

## Olika typer av passivering

### Naturlig passivering

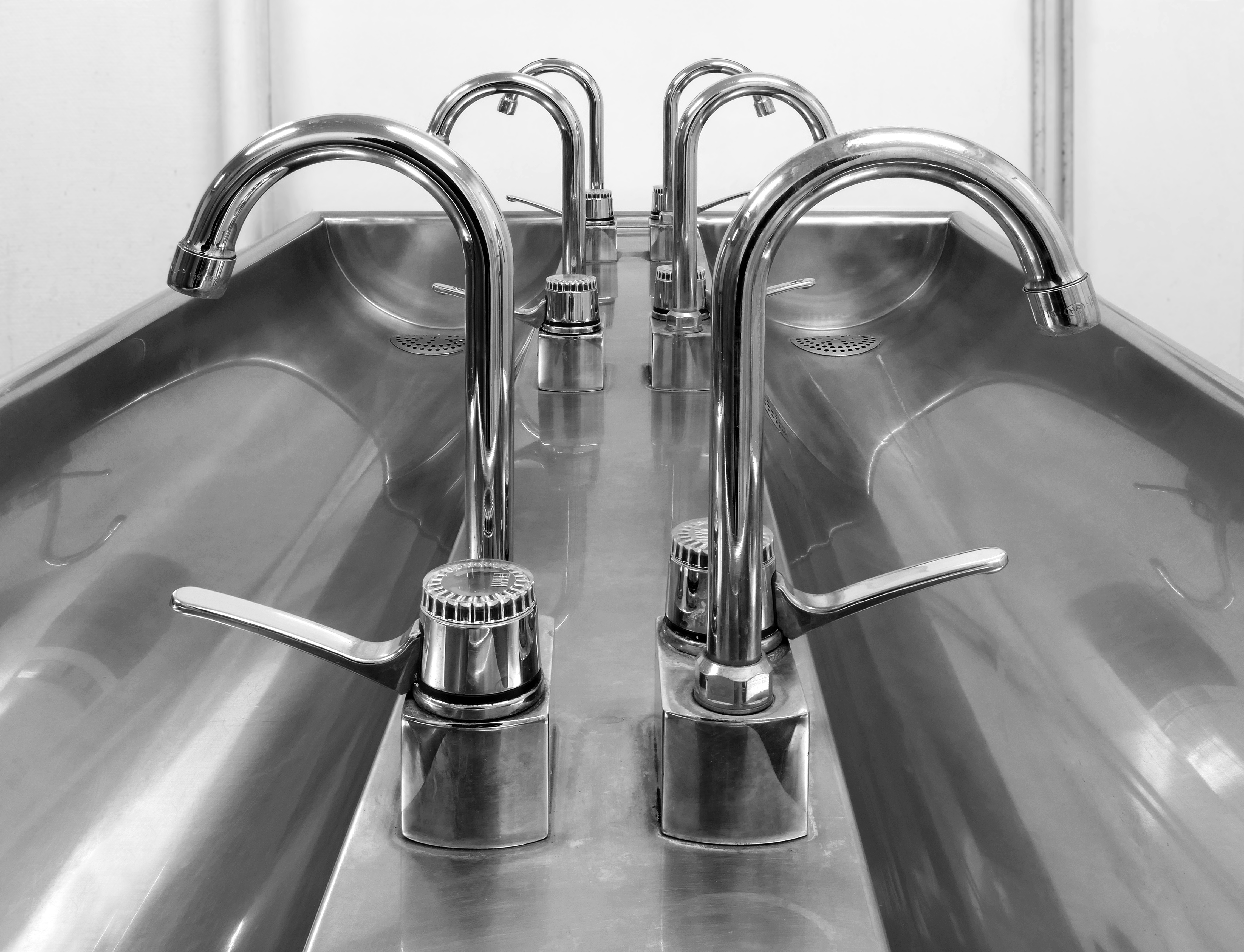
Rostfri vask av rostfritt stål

Vissa ämnen passiveras naturligt, exempelvis genom att reagera med omgivningen och därmed bilda ett skyddande skikt. Fördelen med detta är att om ytskiktet på ämnet skadas och försvinner kommer det bildas ett nytt ytskikt, eftersom det sker automatiskt. Ett exempel på ett ämne som passiveras naturligt är rostfritt stål. Rostfritt stål är olika järnlegeringar med minst 11 procent krom. I vanlig luft oxideras rostfritt stål så att ett tunt, passivt lager bildas på ytan. Detta passiva lager består främst av kromoxid och skyddar det rostfria stålet från ytterligare oxidation och korrosion. 
Ett annat ämne som passiveras naturligt är koppar. I fuktig luft oxiderar kopparn och ett mörkbrunt skikt bildas på dess yta. Senare kan grön ärg bildas på ytan, vilket är svårlösligt och skyddar kopparn mot korrosion. 
Fler ämnen som passiveras naturligt är aluminium och silver.

### Passivering genom aktiv behandling
Passivering kan också uppstå genom att behandla ett ämne på olika sätt.
Rostfritt stål passiveras naturligt vid reaktion med syre, men är inte alltid korrosionsbeständigt, beroende på stålets sammansättning och vilken miljö det befinner sig i. I miljöer med lite syre kan det passiva ytskiktet brytas ned och inte återskapas. Genom att låta det rostfria stålet reagera med en syra, exempelvis salpetersyra eller citronsyra, sker en starkare oxidering vilket ger ett starkare skydd mot korrosion. Detta är användbart i  miljöer som kräver hög motståndskraft mot korrosion, som i kemisk industri.
För aluminium och titan kan anodisering ge ett starkare skydd än den naturliga passiveringen.
Magnesium är mycket benäget att reagera med syre eller vatten i omgivningen, vilket gör att den lätt korroderar. På grund av detta är det vanligt att behandla metallen för att göra den passiv. Det finns utöver detta många ämnen som inte passiveras naturligt och som behöver behandlas aktivt för att passiveras.

## Användningsområden
Det största användningsområdet av passivering är rostfritt stål. Rostfritt stål, och därmed passivering, används i många olika situationer runt om oss. Några exempel är diskbänkar, köksredskap, medicinsk utrustning, broar, bilar och flygplan . Passivering är och har varit mycket viktig för industrin på grund av passiveringens upphov till ett skydd mot korrosion. På grund av detta kan mer hållbara produkter framställas, som inte korroderar lika lätt. 